# 137-й окремий батальйон морської піхоти (Україна)
137-й окремий батальйон морської піхоти (137 ОБМП, в/ч А3821) — військове формування у складі Морської піхоти Збройних сил України.
Батальйон створений восени 2015 року. В 2018 році на базі батальйону створено 35-ту окрему бригаду морської піхоти, до складу якої він увійшов.

## Історія
Офіційною датою формування вважається 7 вересня 2015 року. Створювався під командуванням полковника Родіона Клепченка, ветерана військ спеціального призначення та миротворчих операцій.[джерело?]
Підрозділ було сформовано у листопаді 2015 року. Після формування він брав участь у навчаннях на полігоні у Чорноморському, де відпрацьовував тактично-спеціальні навички з виявлення на знешкодження диверсійно-розвідувальних груп супротивника.
У грудні 2015 року батальйон разом із важкою артилерією і морською авіацією України провів навчання у Красноокнянському районі Одеської області, на кордоні з невизнаною Придністровською Молдавською Республікою, в яких відпрацював нейтралізацію гіпотетичного прикордонного конфлікту, а також боротьбу з диверсійно-розвідувальними групами противника.
Особовий склад батальйону виконував бойові завдання по захисту національних інтересів України у виключній морській (економічній) зоні на острові Зміїний, несення оперативного чергування у складі бойової тактичної групи Євросоюзу «ХЕЛБРОК», участі в українсько-американських навчаннях «Сі Бриз», стабілізації обстановки у південних регіонах України.
У лютому 2016 року підрозділ провів навчання на території Миколаївської і Херсонської областей. Було здійснено багатокілометровий марш у район виконання завдань, посилення охорони пункту базування, завантаження на десантний корабель, а при переході морем тренування забезпечення живучості корабля, після висадки на необладнане узбережжя, підрозділом були відпрацьовані такі навчальні питання, як захоплення пункту висадки та ведення бойових дій, перехід до оборони в умовах безпосереднього зіткнення з противником, евакуація морем підрозділів після виконання поставлених завдань та інші.
Навесні і влітку 2016 року на полігоні «Широкий Лан» у Миколаївській області проводилося навчання гаубичної артилерійської батареї батальйону. У липні 2016 року підрозділ взяв участь у міжнародних навчаннях «Сі Бриз 2016».
Станом на жовтень 2016 року підрозділ брав участь у боях у секторі «Маріуполь».
В середині червня 2017 року командувач ВМС ЗСУ Ігор Воронченко провів інспекцію будівництва та відновлення інфраструктури пунктів постійної дислокації військових частин ВМС в Одеському гарнізоні. Він перевірив хід робіт у військових містечках «Дачне-1» та «Дачне-2».
24 серпня 2017 року Президент України Петро Порошенко вручив в Києві командиру батальйону майору Андрію Федічеву бойовий прапор військової частини.

### Російське повномасштабне вторгнення (2022)
Взимку 2022 року батальйон виконував стабілізаційні дії на ділянці протяжністю в 237 км на півдні України. Морпіхи знаходилися на 6 взводних опорних пунктах (безпосередньо перед мостом Чонгар, Генічевській косі, поблизу КПВВ «Каланчак» поряд нп Стави, поблизу КПВВ Чаплинка поряд нп Каїри, дамба нп Салькове, дамба поряд нп Веснянка) та на 10 спостережних постах. За спогадами генерал-майора Андрія Соколова (командувач угруповання військ «Південь» з жовтня 2021 року і до початку великої війни) фактично три взводні опорні пункти (безпосередньо перед мостом Чонгар, поблизу КПВВ «Каланчак», поблизу КПВВ Чаплинка) першими зустріли противника на виході з Криму.
13 червня 2023 року батальйон звільнив село Макарівка Запорізької області.
В березні 2024 року батальйон брав участь у боях на лівобережжі Херсонської області, зокрема знищивши російську техніку FPV-дронами.

## Структура
- управління (в тому числі штаб)
- десантно-штурмова рота
- рота морської піхоти
- рота морської піхоти
- рота вогневої підтримки
- протитанкова артилерійська батарея
- мінометна батарея
- зенітний ракетний взвод
- рота забезпечення
- взвод плавальних інженерних машин
- інформаційно-телекомунікаційний вузол
- медичний пункт
- інші підрозділи

## Оснащення
На озброєнні батальйону знаходиться така техніка:
- БТР-60 — кількість невідома, зняті з консервації і пройшли ремонт перед початком війни на сході України;[12]
- 122-мм гаубиця Д-30 — не менше 5.[6]

## Командування
- 2015—2017: полковник Родіон Клепченко[1]
- 2017—2020: підполковник Андрій Федічев
- 2020—2022: полковник Вадим Римаренко[13]

## Втрати

### 2017
- 28 квітня 2017 — Бердник Олександр Олегович, матрос. Загинув біля с. Павлопіль.
- 3 червня 2017 — Кобець Михайло Олександрович, матрос. Загинув біля с. Чермалик.

### 2019
- 1 травня 2019 — Козьма Денис Петрович, матрос. Загинув в районі с. Миколаївка (Волноваський район).[14]
- 6 травня 2019 — Сакаль Іван Володимирович, старший сержант. Загинув біля села Миколаївка (Волноваський район).[15]
- 19 червня 2019 — Ляшок Олександр Іванович, старший матрос.[16]

### 2020
- 13 липня 2020 — Красногрудь Дмитро Анатолійович, лейтенант. смт Зайцеве.
- 13 липня 2020 — Ілін Микола, сержант, бойовий медик. смт Зайцеве.
- 14 липня 2020 — Журавель Ярослав Сергійович, сержант. смт Зайцеве.[17][18][19][20][21][22][23][24][25][26][27]

### 2022
- 14 вересня 2022 — Сосєдкін Олександр. Білогірка Херсонської області.[28]
- 18 березня 2022 — Кравчук Михайло Миколайович.[29]
- 11 квітня 2022 — Бердник Іван Ігорович, старший лейтенант, командир десантно-штурмової роти. Загинув на Запоріжжі.[30]

## Традиції

### Символіка
2021 року для батальйону розробили нову символіку та девіз: «Vi et armis» (в перекладі з латині: «силою зброї»).